# Joint

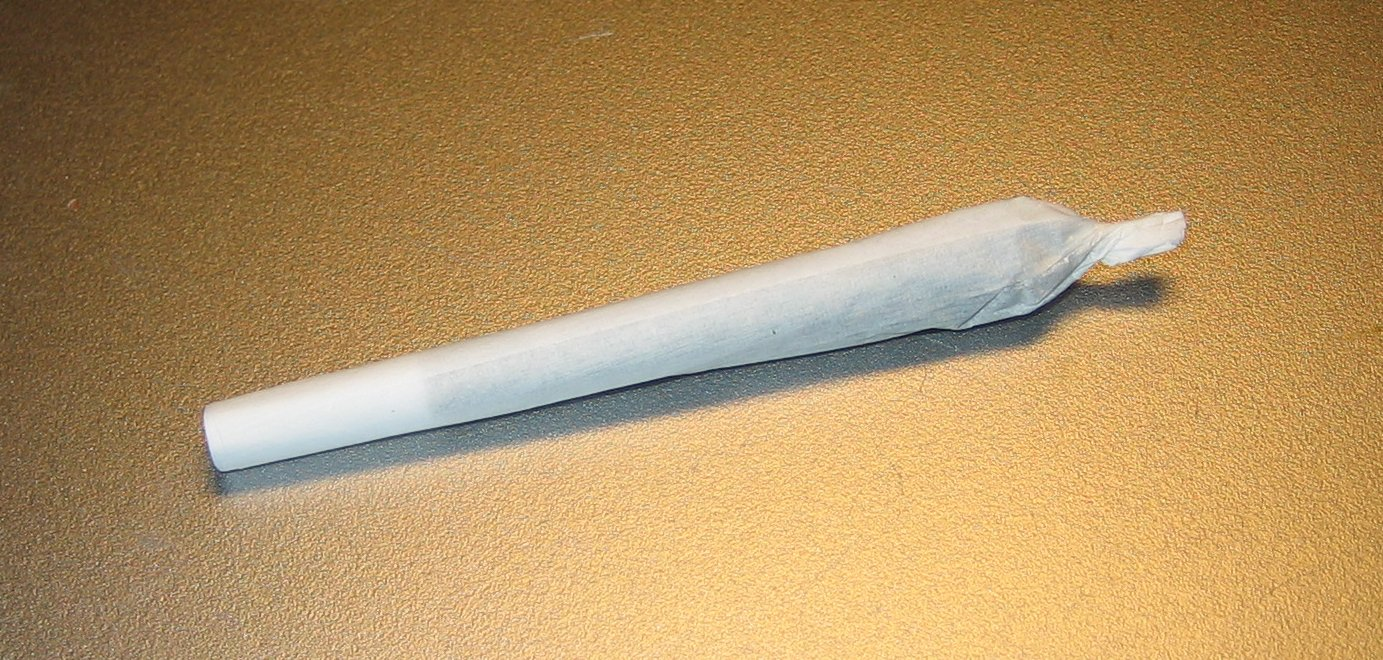
Joint.

En joint  är en cigarett som innehåller cannabis.

## Konstruktion

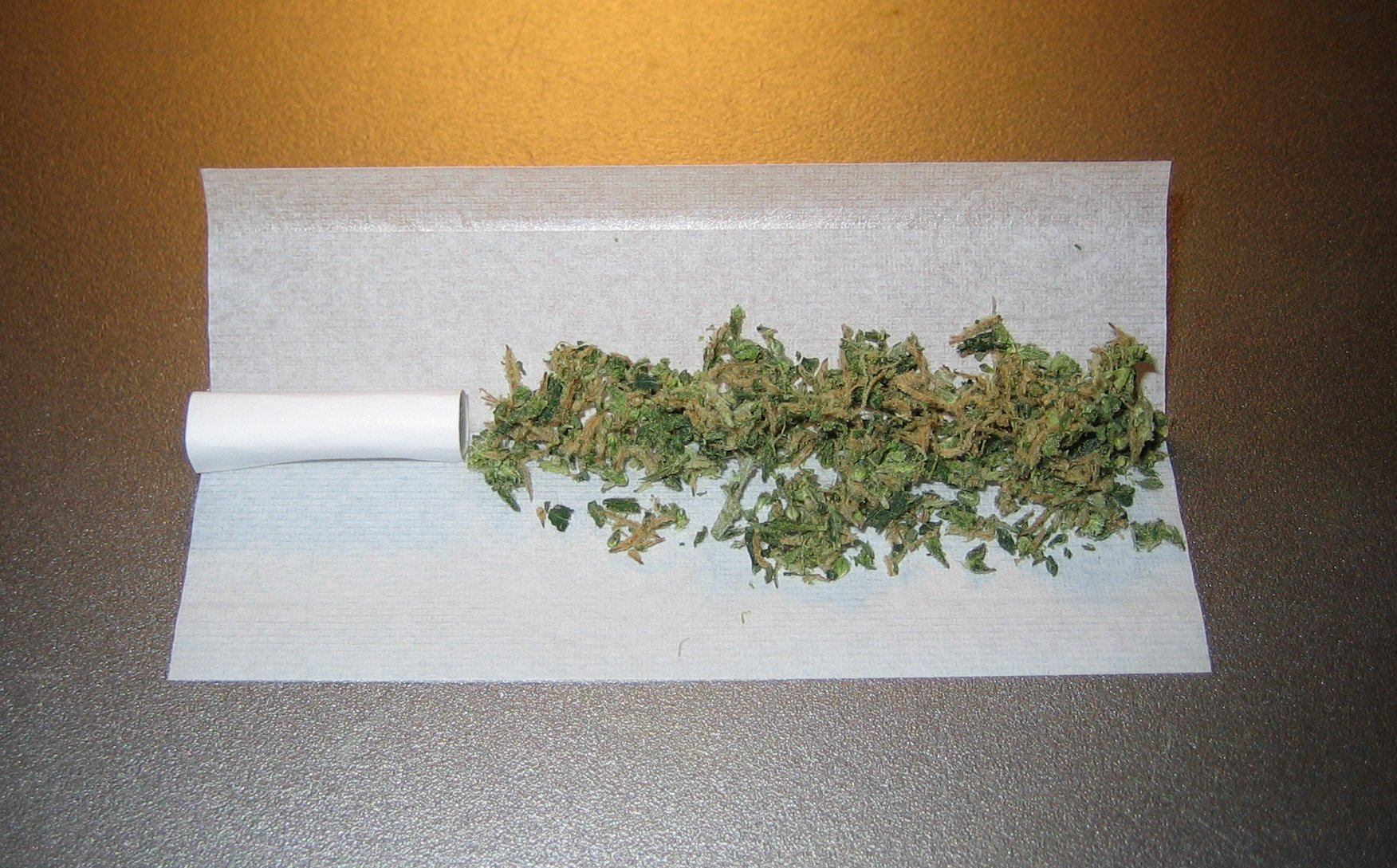
Rullpapper med roach och marijuana.

En vanlig joint består av fyllning inrullad i cigarettpapper med ett munstycke, ett filter, i ena änden. Hasch och marijuana smulas och kan till skillnad från tobak inte skäras i strimlor, därför viks eller tvinnas jointens topp ihop för att hindra innehållet från att falla ur.

### Fyllning
Den primära ingrediensen är marijuana eller hasch. I mer sällsynta fall hampaextrakt eller hampablad.
Huvudingrediensen blandas ofta med något annat brännbart. Rent hasch brinner inte av sig självt i en joint och måste blandas med något som hjälper det att brinna. Marijuana brinner av sig själv men brinner bättre om den blandas ut. Spädningen är också ett sätt att minska jointens styrka.
Tobak är den vanligaste iblandningen. Nackdelen med tobak är att det kommer nikotin i röken. Tobaken rostas därför ofta för att minska nikotininnehållet. En effektivare men ovanligare metod att avlägsna nikotin är att blötlägga och sedan torka tobaken. Andra alternativ är kryddor, hampablad eller rökblandningar gjorda speciellt för ändamålet.

### Papper
Jointar kan rullas med papper avsett för cigaretter men för det mesta används särskilda papper som är större och tunnare. Sådana finns i många märken och varianter, bl.a. på rulle så att de kan kapas till valfri längd eller gjorda av ekologiskt odlad hampa.

### Filter

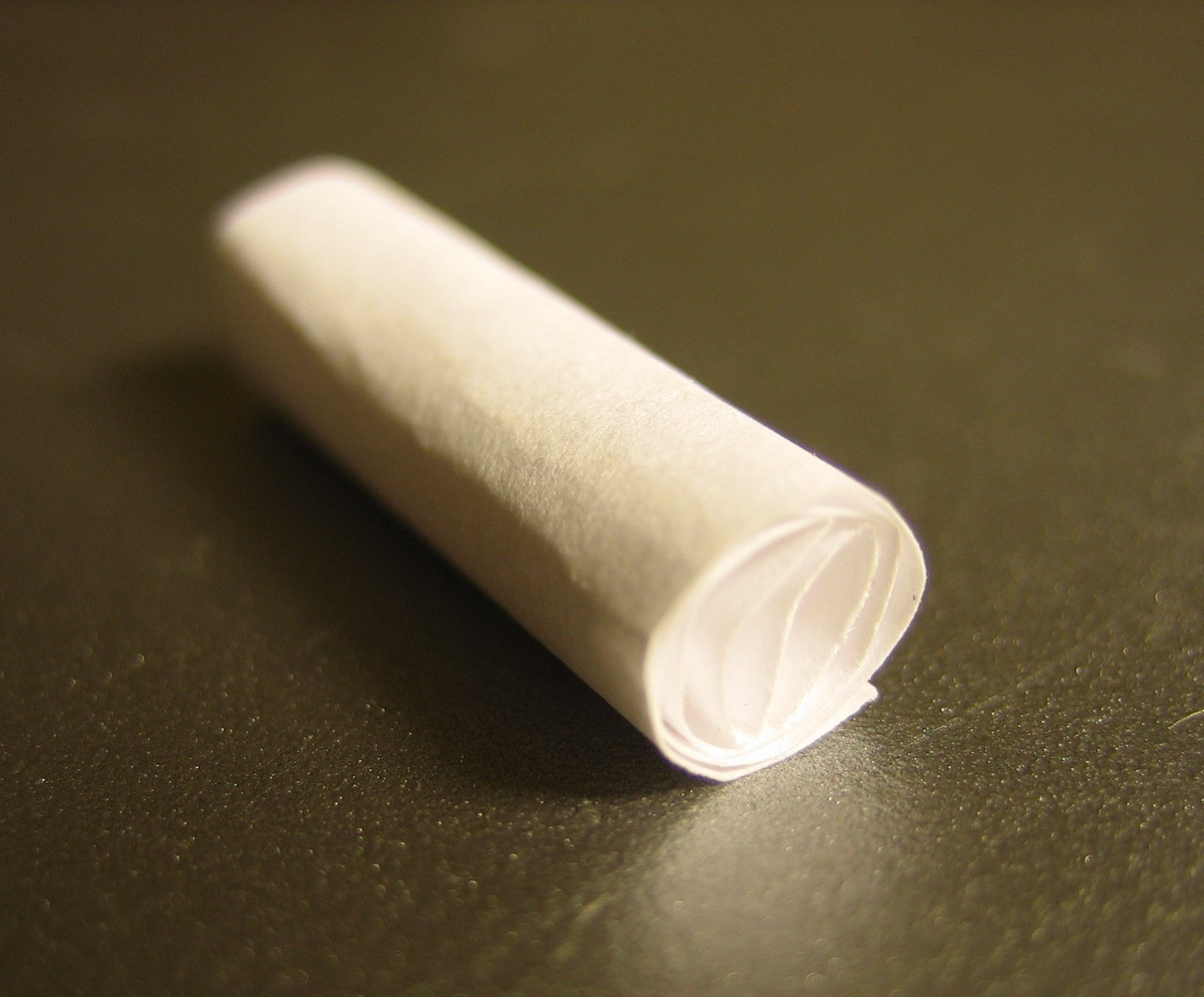
Roach.

Ett filter fyller flera funktioner. Det hindrar änden från att klämmas ihop, den låter spliffen rökas ända till slutet och den hindrar oförbränt innehåll från att hamna i munnen på rökaren.
Filtret brukar även gå under smeknamnet roach.
Ett filter tillverkas av tjockare papper som viks och rullas så att det bildas ett galler som håller spliffens innehåll på plats men släpper igenom röken. Dock används cigarettfilter vanligen inte då de filtrerar ut THC i större mängd än tjära.

## Stilar
Huvudfårorna i jointrullarkonsten är europeisk stil och amerikansk stil. En typisk europeisk joint är stor, konformad och blandad med tobak. En typisk amerikansk joint är mindre, liksidig, saknar roach och är fylld med ren marijuana.
Förutom en stor mängd variationer förekommer också speciella stilar som den tulpanformade jointen eller en blunt som har formen av en cigarr och är rullad i cigarrblad.